# Ninzo Matsumura
Ninzō Matsumura (o Jinzō Matsumura) (japonès: 松村 任三, Matsumura Ninzō) (20 de març (o 9 de gener, o 14 de febrer) de 1856, Hetatsuna (actualment Takahagi, Prefectura d'Ibaraki - 4 de maig de 1928) va ser un botànic japonès.

## Biografia
Provenia d'una família samurai. Des de jove li va interessar la botànica. El 1870, anà a Tòquio a estudiar política, lleis, i ciències en anglès.
El 1877, es va crear la Universitat Imperial de Tòquio, i es va desenvolupar el seu "Departament de Ciències Biològiques", sota la influència de Ryūkichi Yatabe i de Morse. El "Jardí botànic de Koishikawa" passà a formar part del Universitat i, des de maig d'aquell any, Matsumura hi treballà. Guiat per Yatabe, Matsumura inicià la seva singladura en el camp de la botànica. Va visitar tot el Japó i va recollir-ne espècimens. Va arribar fins a les illes Ogasawara.
El 1882, es creà la "Botanical Society of Tokyo" i hi participà.
El 1883, ensenya a la Universitat Imperial. Aquest mateix any, el Professor Yatabe fundà la "Rōmaji-kai", o "Societat de l'Alfabet Romà" (el pas d'un terme japonès a lletres llatines s'anomena rōmaji). Matsumura treballà en aquest nou sistema, rōmaji, i va fer la seva tesi en rōmaji: "Gakujutsu-jono Kakimono wa Romaji wo motto Kakubeshi."
A finals de 1885, es va traslladar a Alemanya per estudiar a la Universitat de Würzburg i a la Heidelberg (1886-88).
El 1897 va ser director dels jardins botànics.

## Algunes publicacions
Participà en la preparació de l'obra de Francis Brinkley Unabridged Japanese-English Dictionary (1896) i a més publica`obres importants sobre la flora del Japó
- 1884. Nippon shokubutsumeii; o, Nomenclatura de les plantes japoneses en llatí, japonès i xinès

- 1892. Noms de Plantes i els seus Productes, en anglès, japonès i xinès

- 1894. List of plants found in Nikkō and its vicinity

- 1898. Notulae ad plantas asiaticas orientales, fasc. i-iv

- 1898. Asclepiadaceæ Formosano-Liukiuenses

- 1899, amb Keisuke Ito, Tentamen Florœ Lutchuensis

- 1899—1901. Cryptogamae japonicae iconibus illustratae; or Figures with brief descriptions and remarks of the musci, hepaticae, lichenes, fungi and algae of Japan Tokio, 2 vols. 85 planxes

- 1902. Conspectus de Leguminosœ

- 1902, con Keisuke Ito, Revisio Alni Specierum Japonicarum

- 1904-1912. Index plantarum Japonicarum: Cryptogamœ. Tokio, 2 vols.

- 1904. Index plantarum japonicarum; sive, Enumeratio plantarum omnium : ex insulis Kurile, Yezo, Nippon, Sikoku, Kiusiu, Liukiu, et Formosa hucusque cognitarum systematice et...

- 1905. Phanerogamœ

- 1905. Index plantarum japonicarum; sive, Enumeratio plantarum omnium ex insulis Kurile. Yezo, Nippon, Sikoku, Kiusiu, Liukiu, et Formosa hucusque cognitarum systematice et alphabetice...

- 1906, amb Bunzō Hayata, Enumeratio Plantarum in Insula Formosa Sponte Crescentium hucusque rite cognitarum adjectis descriptionibus et figuris specierum pro regione novarum , 16 planchas + 702 pp.

- 1911-1921. Icones plantarum koisikavenses, or, Figures with brief descriptive characters of new and rare plants, selected from the University herbarium Tokio, 4 vols.

- 1916. A classified etymological vocabulary of the Japanese language ancient and modern, containing over three thousand words of verbs, adjectives and adverbs : an attempt to show...

- 1921. 植物名彙 (Noms d'espècies vegetals)

- 1924. Jion kanazukai to rōmaji kakikata (Sil·labari Kana)

## Honors

### Eponímia
GÈNERES
- (Leskeaceae) Matsumuraea S.Okamura, 1914
- (Lamiaceae) Matsumurella aut=Makino, 1915[2]
- (Gesneriaceae) Matsumuria aut=Hemsl. 1909, nom. superfl.[3][≡ Plantilla:Bt-latrus]

- (Hamamelidaceae) Matudaea Lundell[4]